# 효고현 제5구
효고현 제5구(兵庫県 第5区)는 일본의 중의원 선거구이다. 1994년 공직선거법으로 신설되었다.
현재 중의원은 자유민주당 소속의 타니 고우이치이다.

## 지역
- 도요오카시
- 가와니시시 일부
- 산다시
- 단바사사야마시
- 야부시
- 단바시
- 아사고시